# 新兴力量运动会
新兴力量运动会（Games of the New Emerging Forces，简称GANEFO），是1963年在印度尼西亚总统苏加诺的倡导下举行的世界性运动会，僅举行過一届。

## 背景
1962年，印度尼西亚举办第四届亚洲运动会，以政治原因拒绝中华民国代表团以中华民国奥林匹克委员会的名义参加比赛，以宗教原因拒绝以色列参赛，导致国际奥委会宣布不承认该届亚运会。次年2月，国际奥委会宣布無限期暫停印尼参加奥林匹克运动会。在此情况下，印尼总统苏加诺提出自行举办新兴力量运动会的倡议，希望能够创建一个国际奥委会之外的独立体育运动。
该倡议立即得到了已经退出国际奥委会的中华人民共和国的欢迎。1962年11月，印尼和中华人民共和国政府发表联合声明，宣布将于次年11月在印尼举办首届新兴力量运动会。

## 筹备
1963年4月，新兴力量运动会筹备会议在印尼雅加达举行，柬埔寨、中华人民共和国、几内亚、印度尼西亚、伊拉克、马里、巴基斯坦、越南民主共和国、阿拉伯联合共和国和苏联十国代表，以及锡兰和南斯拉夫的观察员出席筹备会议。在筹备会议上，苏联代表提出将国际奥委会的宗旨写入新兴力量运动会章程，以表示新兴力量运动会是奥林匹克运动的一部分。该提议遭到了中华人民共和国等国的反对，最后经过妥协，各国一致同意以奥林匹克理想同万隆会议精神并列，作为新兴力量运动会的宗旨，并决定新兴力量运动会四年举行一次。

## 举办
1963年11月10日，首届新兴力量运动会在雅加达开幕，共有48个国家和地区派遣代表团，共有2404名运动员参加了篮球、排球、足球、乒乓球、羽毛球、网球、曲棍球、游泳、水球、跳水、举重、体操、射击、射箭、拳击、自行车、击剑、柔道、摔跤和帆船共20个大项的比赛。尽遣精英出赛的中华人民共和国代表团独得60余枚金牌，位居金牌榜第一。苏联虽然派队参赛，但迫于国际奥委会的压力，仅派出不具奥运参赛资格的运动员。11月20日，运动会闭幕，在此次运动会上共打破了5项世界纪录。
会议期间，各国代表团决定第二届运动会将于1967年举行，首选地点是阿拉伯联合共和国的开罗，备选地点是中华人民共和国的北京。

## 夭折
新兴力量运动会的举办，招致了国际奥委会及其下属单项组织的反对，认为其将政治和体育相联系，违背了政治不干预体育的奥林匹克精神。新兴力量运动会举办之后，国际奥委会立即宣布全面封杀所有参加新兴力量运动会的运动员，取消他们参加奥运会的资格，一些单项组织也对参赛国进行了处罚。为此，中华人民共和国便出面举行了一些单项新兴力量运动会，比如举重、游泳，以安抚参赛各国，并协助柬埔寨于1966年11月在金边举行了一届亚洲新兴力量运动会，以对抗亚运会。
1964年，阿拉伯联合共和国要求中华人民共和国援助其建设体育场馆，否则将放弃举办新兴力量运动会，由于其要求金额较高，双方迟迟不能达成协议，最后决定由北京接办第二届新兴力量运动会。北京为此紧急开工修建一批体育设施，著名的有北京首都体育馆等。但是1965年，印尼发生九三〇事件，苏加诺被推翻，苏哈托上台后，对中华人民共和国持敌视态度，退出了新兴力量运动会。1966年，中华人民共和国国内发生文化大革命，局势陷入混乱，举办第二届新兴力量运动会一事从此不了了之。随着印尼和中国的退出，新兴力量运动会也随之宣告夭折。

## 纪念
中國人民郵政于1963年發行一套編號為紀100的名為「第一屆新興力量運動會」的紀念郵票，共5枚。設計者為周令钊、孙鸿年、孔绍惠、高品璋、唐霖坤。
中國人民郵政于1966年發行一套編號為紀121的名為「第一屆亚洲新興力量運動會」的紀念郵票，共4枚。設計者為万维生、陈晓聪、李大玮。